# 中国武術一覧
中国武術一覧（ちゅうごくぶじゅついちらん）は、中国武術の門派の一覧。
現存するものだけでも400以上の流派が数えられる。ここでは、日本でも比較的知られているものを、北派（外家拳と内家拳）および 南派（南拳）の3つに分類する。

## 北派（外家拳）
- 少林拳
  - 羅漢拳
    - 羅漢門
    - 形意羅漢門
    - 迷踪羅漢門

  - 蟷螂拳(北蟷螂と南蟷螂に分かれる)
    - 太極螳螂拳
    - 梅花螳螂拳
    - 太極梅花螳螂拳
    - 六合螳螂拳
    - 七星螳螂拳
    - 八歩螳螂拳
- 弾腿(一般的には流派ではないが、弾腿門として独立している場合が存在する)
  - 潭腿(山東地方)
- 査拳
- 陽湖拳
- 木蘭拳
- 華拳
- 紅拳
- 秘宗拳(別名として燕青拳、迷踪拳、迷宗拳などがある）
- 地尚拳
  - 酔拳
    - 酔八仙拳
- 猴拳
- 八極拳(別名として巴子拳)
  - 呉氏八極拳（呉氏開門八極拳）
    - 金氏八極拳
    - 李氏八極拳
- 通背拳
  - 五行通背拳
  - 祁家通背拳
- 三皇炮捶門
- 通備拳 - 通備門
- 通臂拳
- 翻子拳
- 鷹爪拳（鷹爪翻子拳）
- 劈掛拳(劈掛掌とも呼ばれる)
- 義和拳(少林寺拳法の源流)
- 六合拳
  - 滄洲六合拳
- 黒虎拳
- 蛇拳
- 孫臏拳
- 自然門

## 北派（内家拳）
- 太極拳
  - 陳式太極拳
    - 楊式太極拳
      - 呉式太極拳
      - 武式太極拳
        - 孫式太極拳

      - 鄭子太極拳

    - 和式太極拳
    - 双辺太極拳
    - 八卦太極拳
- 心意拳
  - 心意六合拳(漢族戴氏六合心意拳の兄弟武術、心意拳からの派生)
  - 戴氏心意拳(回族馬氏心意六合拳の兄弟武術、心意拳からの派生)
    - 形意拳 - 山西派、河北派、河南派などの分派がある。
      - 意拳（正式名称は「大成拳」。形意拳などの影響を受けている）
        - 太気拳（正式名称は「太気至誠拳法」。意拳からの派生）

      - 唐手道（洪懿詳が形意拳、八卦掌、太極拳、少林拳などを学んで開いた。形意拳の術理が中心となっている）
        - Essence of Evolution（唐手道と形意拳などを修行した蘇東成が開いた）
- 八卦掌
  - 程氏八卦掌
  - 尹氏八卦掌
  - 梁氏八卦掌
  - 張氏八卦掌
- 六合八法拳

## 南派（南拳）
空手の基になったものもあると言われている。
- 喇嘛派
- 俠家拳
- 西藏白鶴拳
- 白鶴拳
- 詠春拳
  - 紅船詠春拳
  - 永春内功拳
  - 阮奇山詠春拳
  - 白鶴詠春拳
- 洪家拳
- 花洪拳
- 洪佛派
- 黒虎門
- 蔡莫拳
- 達磨蝴蝶拳
- 劉家拳
- 蔡家拳
- 李家拳
- 莫家拳
- 佛家拳
- 蔡李佛
- 白眉拳
- 白虎拳
- 龍形拳
- 柔功門
- 東江龍形拳
- 南蟷螂拳
- 周家蟷螂拳
- 無影拳

## 武器術の一覧
中国武術で用いられる武器術の一覧。
中国武術の流派は、武器を扱う技法から徒手空拳の技法を発達させたため、武器術を含んでいるのが普通である。あらゆる状況に対応するため、一つの流派内で複数の武器術が練習される。中国では武器のことを器械と呼び、大きく短器械と長器械、軟器械に分類される。短器械は刀や剣などの片手で扱う武器、長器械は棍や槍などの長い武器、軟器械は三節棍など関節のある武器をいう。この他に小型の隠し武器が多数あり、これは暗器と分類される。

### 短器械を扱う武器術

#### 剣
- 長拳系剣術 - 長拳
- 少林剣 - 少林拳
- 太極剣 - 太極拳
- 武当剣
- 長穂剣
- 双剣
- 酔剣
- 螳螂剣
- 三才剣
- 純陽剣
- 佛塵剣
- 剣鞭
- 陽湖剣
- 形意剣
- 通背剣
- 双手純陽剣
- 昆悟剣
- 青萍剣

#### 刀
- 長拳刀術 - 長拳
- 南刀
- 六合刀
- 太極刀 - 太極拳
- 通背刀
- 形意刀 - 形意五行刀・形意六合刀
- 形意連環双刀
- 八卦大刀
- 南刀
- 胡蝶刀
- 苗刀 - 劈掛拳
- 野戦刀

### 長器械を扱う武器術

#### 棍
- 少林棍 - 少林拳
- 瘋魔棍 - 劈掛拳
- 太極棍 - 太極拳
- 酔棍
- 猿棍
- 通背棍
- 南棍
- 鞭杆

#### 槍
- 双頭槍 - 少林拳、八卦掌など
- 六合大槍 - 八極拳
- 六合花槍

### 軟器械を扱う武器術
- 多節棍
  - 二節棍
  - 三節棍 - 少林拳
  - 短梢子棍
  - 長梢子棍 - 心意六合拳など
- 流星錘
  - 縄鏢
- 多節鞭
  - 七節鞭
  - 九節鞭

### その他（暗器等）
- 判官筆 - 八卦掌、一部の通背拳など
- 峨嵋刺
- 手剪筒
- 血滴子（中国語版、英語版）
- 鐵指弾
- 麟角刀 - 形意拳等(中型の鴛鴦鉞)
  - 鴛鴦鉞 - 八卦掌・形意拳

## 門派系譜
- 師系譜 外部リンク